# Sydney Roosters
I Sydney Roosters sono una squadra professionistica australiana di rugby a 13 con sede negli Eastern Suburbs di Sydney. Il club milita nella National Rugby League (NRL) ed è una delle squadre più antiche nella storia del rugby a 13 in Australia, avendo vinto tra l'altro 15 titoli della New South Wales Rugby League (NSWRL) e della National Rugby League. Solo i South Sydney Rabbitohs hanno vinto più campionati. La squadra detiene il record di partite vinte nella storia del rugby a 13 australiano. I Roosters sono una delle due squadre (l'altra sono i St. George Illawarra Dragons nel 1999) a finire seconda nella sua stagione di debutto. L'Eastern Suburbs DRLFC è l'unica squadra ad aver giocato in ogni stagione al livello d'élite, e dagli anni 1970 è stata spesso chiamata "il club glamour" del campionato. I Roosters giocano i loro incontri casalinghi al Sydney Football Stadium.
La società fu fondata il 24 gennaio 1908 a Paddington, un sobborgo di Sydney, con il nome Eastern Suburbs District Rugby League Football Club; nel 1994 il nome cambiò in "Sydney City Roosters" e nel 2000 in "Sydney Roosters". La squadra, che ha sede a Bondi Junction e al Moore Park di Sydney, ha una rivalità di lunga data con i South Sydney Rabbitohs di Redfern, uno dei soci fondatori della National Rugby League, sebbene i Rooster siano l'unica squadra ad aver finora giocato in tutte le stagioni. Nonostante il suo marchio come Sydney Roosters, il nome ufficiale del club, detentore della licenza NRL rimane Eastern Suburbs District Rugby League Football Club, lo stesso nome sin dal 1908. Di conseguenza, la maggior parte dei prodotti di merchandising del club include la sigla ESDRLFC.

## Storia
L'Eastern Suburbs District Rugby League Football Club (ESDRLFC) si formò il 24 gennaio 1908 d una riunione al Paddington Town Hall di Sydney dopo che fu deciso che il distretto dovrebbe schierare una squadra nella neonata New South Wales Rugby Football League. L'ESDRLFC venne formato, sotto i suoi articoli di associazione con la NSWRL, per rappresentare le zone geografiche di Sydney che comprendono le i governi locali delle municipalità di Waverley, Randwick, Woollahra, Paddington, Darlinghurst e Vaucluse, e le zone ad est del Distretto affaristico centrale di Sydney. Infatti, il 'sobborgo' of Sydney, codice postale 2000, cade interamente nell'area ufficiale dell'ESDRLFC.
Ufficiosamente soprannominati i "Tricolours" dovuto alla loro divisa rossa, bianca e blu, L'Eastern Suburbs vinse il suo primo match, battendo il Newtown per 32–16 al Wentworth Oval il 20 aprile 1908. Nel 1913 divennero il primo club a vincere tre premiership consecutive; le formazioni in questo periodo inclusero giocatori come Dally Messenger, Harry "Jersey" Flegg e Sandy Pearce, tutti considerati come grandi giocatori di rugby a 13 di tutti i tempi. Tuttavia, la squadra scese in declino e non riuscì a vincere la premiership nelle nove stagioni successive.
L'Eastern Suburbs non riuscì a qualificarsi per le fasi finali una volta dal 1926 al 1942, e in quell'epoca vinse quattro titoli e la minor premiership in sette occasioni. In questo periodo, Dave Brown stabilì vari record di punti segnati che sono ancora imbattuti. Nel 1935 la squadra perse solo un match, e registrò il loro margine di vittorie più alto della loro storia, una vittoria di 87–7 (106–8 nel punteggio moderno) sul Canterbury. Nel 1936 l'Eastern Suburbs divenne una delle cinque squadre nella storia della premiership a rimanere imbattuta per una stagione intera, un fatto che ebbero ripetuto l'anno successivo. Essi sono l'unico club a rimanere imbattuto per due stagioni consecutive.
Nonostante aver portato a casa la premiership nel 1945, L'Eastern Suburbs non riuscì a passare i play-off per le sette stagioni successive. Un secondo posto a fine campionato nel 1960 fu la cosa più vicina a vincere premiership che il club ottenne in quest'epoca. L'Eastern Suburbs fu sconfitto per 31–6 nella grand final di quell'anno, dalla squadra del St George con una sconfitta da record. Nel 1966 il club cadde a nuove profondità e per la prima volta nella sua storia passò una stagione senza vittorie Fu anche l'ultima occasione in cui i Roosters vinsero il cucchiaio di legno fino a vincerlo di nuovo nella stagione 2009. Terminò una cattiva stagione per l'Eastern Suburbs; dal 1963 al 1966, essi vinsero 8 su 72 match, finendo penultimi nel 1964 e ultimi negli altri tre anni. Il club si sottopose ad una rinascita nel 1967 dopo aver nominato Jack Gibson come coach (1967–68), e introducendo un nuovo emblema sulle maglie dei giocatori, il galletto.
dal 1972 al 1982, i Roosters vinsero quattro minor premiership e disputò quattro grand final, vincendo due consecutive. Gibson, ora noto come il "Super Coach", tornò a guidare la squadra dal 1974 al 1976. Tra il 1974 e il 1975, la squadra vinse 39 su 44 match, entrambe minor premiership, ed entrambe grand final e stabilì un record di premiership di 19 vittorie consecutive. La vittoria per 38–0 nella grand final del 1975 contro il St George fu il più grande margine di vittorie in una grand final di primo grado, e il record rimase per 33 anni fino ad essere superato dalla vittoria di 40-0 del Manly contro i Melbourne Storm nel 2008. Sebbene la grand final 1975 fu giocata nell'epoca dei 3 punti bonus, il margine di vittorie sarebbe stato ancora un 46-0 da record secondo gli standard moderni. Con delle formazioni includendo Mark Harris, Elwyn Walters, John Brass, Bill Mullins, Russell Fairfax, Johnny Mayes, John Peard, Ron Coote, Ian Schubert e il capitano Arthur Beetson, il gruppo Centenary of Rugby League considerò i Roosters del 1974 e del 1975 tra le più grandi squadre di club di tutti i tempi.
Tra il 1984 e il 1995, i Roosters raggiunsero una volta la semifinale, e vennero noti dai critici come la "sala d'atteso dei trasferimenti", dovuto all'alta frequenza degli acquisti e delle cessioni dei giocatori. Il club arrivò quasi a raggiungere la premiership nel 1987 sotto la guida del coach e leggenda del club Arthur Beetson, sconfitto dal campione uscente Manly in un'"ammaccante" semifinale maggiore, di 10–6.
Mentre iniziò la guerra della Super League a meta degli anni 90, i Roosters reclutarono l'allenatore d'alto profilo Phil Gould e il mediano d'apertura Brad Fittler, entrambi dai Penrith Panthers. Questo aiutò a far tornare velocemente i Roosters alla vetta della classifica. La presenza di Fittle si provò inestimabile; durante la sua gestione, i Roosters disputarono quattro grand finals in cinque anni. Nel 2002 il suo club catturò la sua dodicesima premiership — la prima in 27 anni — sconfiggendo i campioni della minor premiership, i New Zealand Warriors di 30–8 nella Grand Final NRL del 2012.
Nella Grand Final NRL del 2003 contro i Penrith Panthers, i Roosters persero di 18–6 in quella che sarebbe la loro più pesante sconfitta per l'anno. Un momento decisivo avvenne durante il secondo tempo: con il punteggio a 6 pari, L'ala dei Roosters Todd Byrne ha fatto una chiara rottura lungo la linea laterale e mirò per fare una meta prima di essere inseguito e placcato in touche dal terza linea del Penrith, Scott Sattler. Da allora in po, lo slancio della partita fu con il Penrith. I Roosters raggiunsero la Grand Final nel 2004, quando essi cedettero un vantaggio di 13–6 in vantaggio alla fine del primo tempo per poi essere sconfitti dai Bulldogs per 16–13. Il match fu l'ultimo di Fittler per la squadra.
Nel 2007 i Roosters divennero la prima squadra a giocare 100 stagioni di rugby a 13 di primo grado; essi furono l'unica squadra a giocare in ogni stagione sin dalla nascita del campionato nel 1908. Essi nominarono come coach Chris Anderson nel 2007 e nel 2008 seguendo due anni relativamente sfortunati sotto la gestione di Ricky Stuart. Il 9 luglio 2007, Anderson si dimise dopo una sconfitta di 56–0 contro i Manly-Warringah Sea Eagles. L'assistente allenatore Fittler agì come allenatore ad interim per il resto della stagione 2007, prima di essere nominato ad August come allenatore principale per due anni. Con otto giornate rimanenti in una deludente stagione 2009 in cui i Roosters finirono con il cucchiaio di legno per la prima volta in 43 anni, Fittler fu informato che non sarebbe l'allenatore nel 2010, il suo ruolo fu preso dal coach veterano Brian Smith. I Roosters finirono per vincere solo cinque match per l'intera stagione; due volte contro il Cronulla e una volta contro ciascuno del Canberra a Canberra, i finalists uscenti del Parramatta e il Newcastle a Newcastle.
Un anno dopo essere finti ultimi, allenati da Brian Smith essi raggiunsero la NRL Grand Final del 2010 dove i St. George Illawarra Dragons li sconfissero per 32–8. I Roosters ebbero il vantaggio di 8–6 alla fine del primo tempo, ma furono sopraffatti nel secondo tempo.
Quello che seguì fu un'altra stagione relativamente deludente a Bondi Junction, con i Roosters finendo undicesimi in una stagione 2011 afflitta da questioni fuori campo coinvolgenti il vincitore della Daily M Medal Todd Carney (che dopo fu dimesso dai Roosters a fine stagione). Tuttavia, una scia di quattro match vinti per finire la stagione portò speranza per la stagione 2012. Altri giocatori d'alto profilo tra cui Nate Myles, Mark Riddell, Jason Ryles, Kane Linnett e Phil Graham lasciarono il club a fine stagione.
I Roosters sopportarono una deludente stagione 2012, finendo tredicesimi. Brian Smith si rassegnò dal ruolo di allenatore brevemente dopo che la stagione dei Roosters si concluse con una sconfitta contro i campioni della minor premiership, il Canterbury, e anche alla fine della stagione, il capitano Braith Anasta lasciò la squadra per unirsi ai Wests Tigers nel 2013.
La stagione 2013 vide un nuovo staff, un nuovo allenatore, Trent Robinson, e molti nuovi giocatori, tra cui grandi ingaggi come Michael Jennings, James Maloney, Luke O'Donnell e Sonny Bill Williams, arrivare al club. Questo culminò con i Roosters finendo la stagione 2013 con una vittoria di 24–12 sui South Sydney Rabbitohs, assicurandosi la minor premiership per la stagione 2013 season ed erano la miglior squadra della NRL in attacco e difesa. I Roosters sconfissero i Manly-Warringah Sea Eagles per 4–0, nella prima settimana delle fasi finali, ottenendo una settimana di riposo. I Roosters sconfissero i Newcastle Knights di 40–14 nella terza settimana della fase finale della NRL, progredendo alla Grand Final NRL del 2013 NRL, affrontando i Manly-Warringah Sea Eagles, vincendo per 26–18. Fu un grande ritorno dai Roosters, giù di 10 punti nel secondo tempo riuscirono a segnare tre mete consecutive per sigillare la vittoria e la loro tredicesima premiership. La squadra arrivò anche a vincere l'edizione 2014 del World Club Challenge contro il Wigan per 36–14 per avere il treble dei titoli di club. Nessuna squadra nella storia della premiership venne da una posizione più bassa in classifica per poi vincere il titolo della stagione precedente.

## Simbolo
Tradizionalmente, l'Eastern Suburbs non portò uno stemma sulle loro maglie nella prima metà del XX secolo. Altre squadre saltuariamente sfoggiavano design semplici sulle loro maglie, tuttavia, questo non era consistente su tutte le maglie fino agli anni 50 e 60. Nel 1967 il club introdusse il primo logo, mostrando il motto "Easts to Win" ("Easts alla vittoria"), seguendo una stagione senza vittorie. Lo stemma incorporò anche un galletto nel design; una fonte suggerì che questa scelta di mascotte seguì dopo che il design della maglia dei Roosters era ispirato alla maglia della Nazionale francese. Dato che la mascotte della nazionale francese era affezionatamente nota dai tifosi come le coq, "il gallo", delle connessioni sono state fatte come scelta di un gallo come mascotte degli Eastern Suburbs.
Nel 1978 il motto fu rimpiazzato con il nome della squadra, "Eastern Suburbs". Il nome venne mantenuto fino al 1994, quando il club cambiò il suo nome a "Sydney City Roosters" per l'inizio della stagione 1995 per espandere la crescente fanbase. Nel 2000 il club cambiò il suo nome a "Sydney Roosters".
Anche se cambiarono i nomi di marketing, i Roosters sono ancora registrati nel campionato della National Rugby League come l'Eastern Suburbs District Rugby League Football Club.

## Colori
Rosso, bianco e blu sono stati i colori di ogni design di maglia nella storia del club; tuttavia, il disegno delle maglie subì alcune modifiche. Lo schema di colori rosso-bianco-blu è stato tradizionalmente lo schema di colori delle squadre che rappresentano gli Eastern Suburbs di Sydney. Il club Eastern Suburbs Rugby League adottò questi colori nel 1908, con il suo club predecessore di rugby a 15, anch'esso noto come Eastern Suburbs nel rugby a 15 a club di Sydney, avendo giocato con la divisa tricolore. La maglia indossata nelle prime stagioni di premiership consisteva di alcune strisce orizzontali; le strisce rosse dominarono consecutivamente sulle più piccole strisce bianche e blu. Anche se l'ampiezza e l'ordine di queste strisce cambiò, il disegno basico è stato mantenuto da sempre.
Durante la seconda guerra mondiale, il disegno della maglia venne modificato perché la tintura usata per colorare le camicie era necessaria per gli sforzi di guerra.. Questo vide l'Eastern Suburbs giocare in colori differenti e un design alterato. Invece delle tradizionali strisce orizzontali, la squadra indossò una maglia tendente all'azzurro con una striscia bianca e rossa a forma di V attorno al collo. Questa fu l'unica volta nota nella storia del club in cui il tradizionale blu scuro, il rosso e il bianco fu assente dalla maglia. Nel dopoguerra, la maglia con la V tornò al blu originale presente nelle maglie originali e singole strisce biancorosse vennero incorporate con una singola striscia bianca orlata da una striscia rossa su ogni lato. Questa maglia apparse negli anni 50 e rimane il design di base della squadra.
Affrontando dei conflitti di design con altre squadre negli anni 90, il club adottò una maglia simile a quella nota come "la maglia di trasferta", rimpiazzando il blu rinforzando il bianco e la striscia esterna rossa con il blu. Mentre il club entrò nel nuovo secolo, la squadra iniziò ad indossare una "maglia della fondazione". Anche se il design differisce leggermente dalla maglia indossata nella prima stagione del 1908, essa includeva le tradizionali strisce orizzontali. Questa maglia è indossata quando i Sydney Roosters affrontano i rivali tradizionali, come i South Sydney Rabbitohs, o in occasioni speciali come l'Anzac Day quando la squadra gioca contro i St George Illawarra Dragons, il prodotto di una squadra formata parzialmente dai St. George Dragons.

## Area geografica
I Sydney Roosters, nominalmente, l'Eastern Suburbs District Rugby League Football Club fu formato, sotto i suoi articoli di associazione con la NSWRL, per rappresentare le aree di Sydney che coprono i governi locali delle municipalità di Waverley, Randwick, Woollahra, Paddington, Darlinghurst e Vaucluse e le parti ad est del Distretto affaristico centrale di Sydney. Nonostante alcuni confini delle squadre juniores di rugby a 13 vengano ridisegnati nella storia di 107 anni della disciplina in Australia, questi articoli di associazione rimangono invariati. Come tali, i Roosters rappresentano una piccola zona di Sydney. Lo stadio di casa dei Roosters è anche il terreno di casa di un grande numero di sostenitori delle discipline rivali e quindi è il mercato sportivo più competitivo Australia, con i Roosters sventolando la bandiera per il rugby a 13 nell'est di Sydney.

## Stadio
Molte fonti suggeriscono che il Royal Agricultural Ground venne spesso usato come stadio di casa tra il 1908 e il 1910, prima che il club giocò i suoi match casalinghi al Sydney Sports Ground dal 1911 in poi. Fu lì che la squadra giocò tutte le sue partite in casa fino al 1986, quando il campo fu demolito insieme al Sydney Cricket Ground No. 2 per far spazio al campo rettangolare principale di Sydney, il Sydney Football Stadium. Nel 1987 i match si spostarono allo stadio di casa del Newtown Jets, l'Henson Park, temporaneamente per attendere il completamento del Sydney Football Stadium. La squadra si giovò dell'iniziativa, finendo seconda nella stagione regolare. Fu l'unica volta tra il 1983 e il 1995 che la squadra raggiunse le fasi finali.

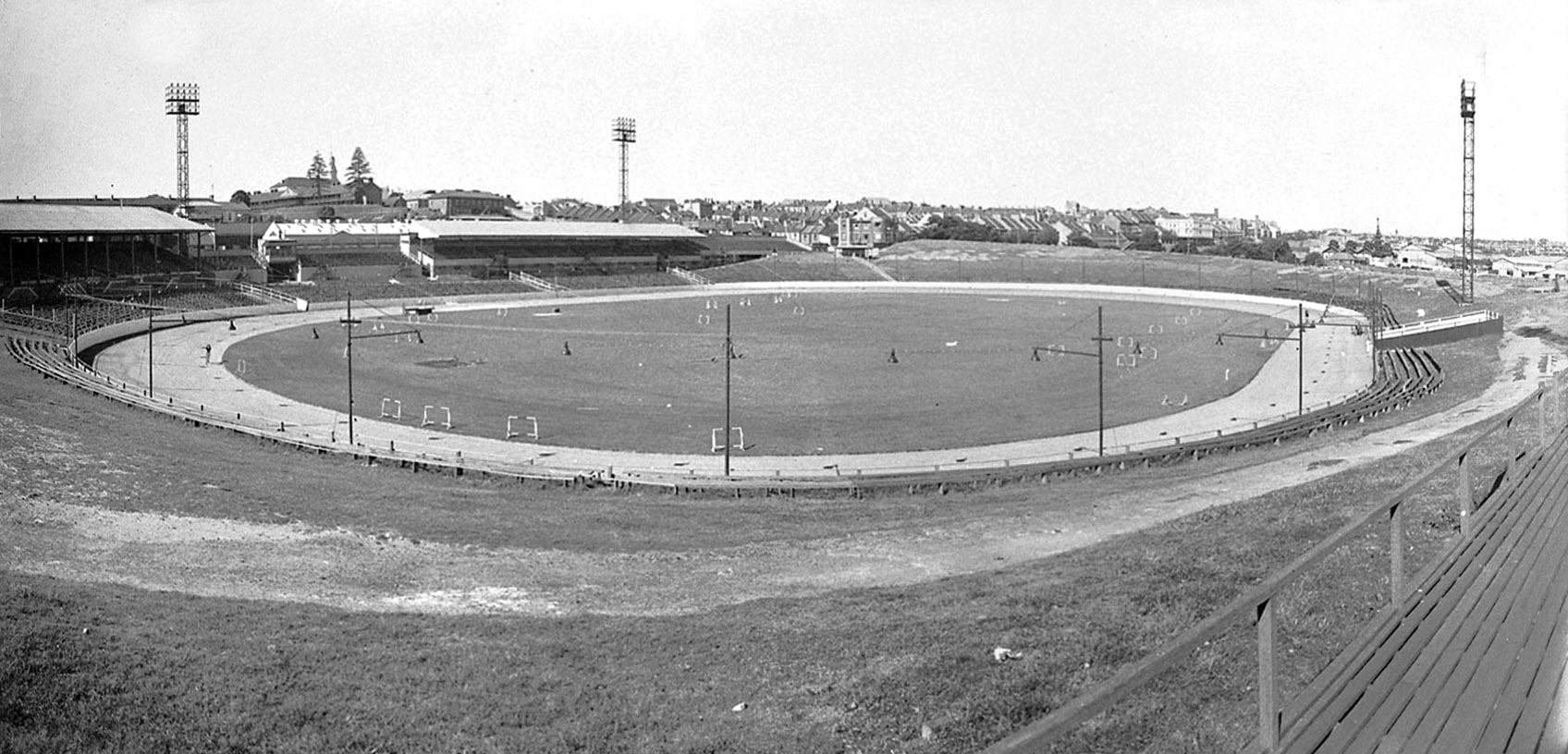
Vista generale del vecchio Sydney Sports Ground, Moore Park, nel 1937.

Nel 1988 la squadra si spostò al nuovo Sydney Football Stadium sullo stesso punto del vecchio Sydney Sports Ground, aprendo la stagione con una sconfitta di 24–14 per mano dei St George Dragons davanti a 19.295 spettatori in una notte piovosa del 4 marzo 1988. Al Sydney Football Stadium, i Roosters hanno un record d vittorie a 59% da 256 partita con un 58% e un record di vittorie del 55% ai suoi vecchi stadi, il Sydney Sports Ground e il Sydney Cricket Ground rispettivamente.

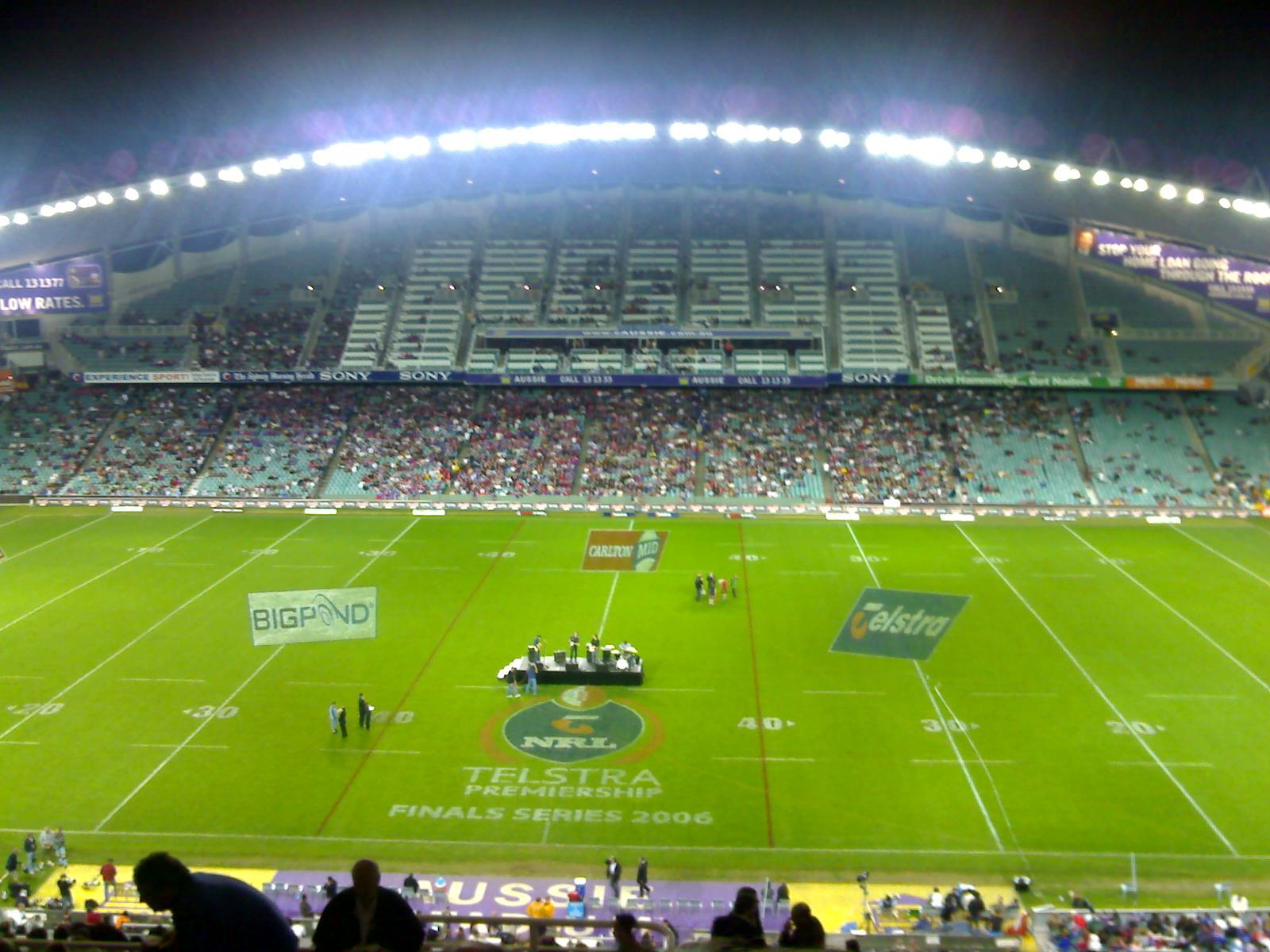
Il Sydney Football Stadium durante un match della fase finale della National Rugby League.

Nel 2022 l'Allianz Stadium sarà rinnovato al costo di $450 milioni e ci vorrebbero 4 anni per essere completato.
I Roosters dovrebbero giocare in questo periodo i loro match all'ANZ, al Sydney Cricket Ground o al Central Coast Stadium. Una volta completato, la squadra dovrebbero chiamare l'Allianz casa di nuovo.

## Tifosi
Mentre i Roosters hanno tifosi in tutta l'Australia, la sua fanbase tradizionale è a Sydney, che è più concentrata nella sua zona natia nei sobborghi orientali ad est. Il club has un forum di internet per i suoi tifosi, "The Wall", che è stato il forum ufficiale sin dal 1999. Il club annunciò che "The Wall" chiuderà alla fine del gennaio 2012. "The Chookpen" è un sito non ufficiale.
Nel 2013 il club ebbe la quarta più grande presenza del pubblico di tutti i club della National Rugby League (dietro ai Brisbane Broncos) con una media di 19.368 spettatori al Sydney Football Stadium.
Allo stadio di casa del club, il Sydney Football Stadium, i tifosi si riuniscono in diverse sezioni. La "Chook Pen", un'area designata nella Bay 35, è l'ubicazione preferita per i tifosi più animati. I membri del Sydney Cricket and Sports Ground Trust si siedono al Members Pavilion, e i possessori di abbonamenti si trovano nelle Bay 12–14.
Nel 2013 i Roosters ebbero quasi 14.000 membri paganti, in aggiunta ai 45.550 membri del Roosters' Leagues Club, che è il maggior benefattore del club. L'Easts Leagues Club e i Sydney Roosters "operano come un'entità unica" nota come l'Easts Group. Sotto questo accordo, l'Eastern Suburbs District Rugby League Football Club è l''azienda filiale' dell'Easts Group. I delegati del Football Club, tuttavia, sovrastano la responsabilità per entrambe le operazioni dei club ad un singolo manager generale che sovrasta le prestazioni dell'intero gruppo. Il gruppo del leagues club provvede supporto finanziario al football club, solo ove necessario, come negli anni recenti, le sponsorizzazioni del club e i ricavi televisivi generalmente coprono molte spese del rugby a 13.

## Statistiche e record
Anthony Minichiello detiene il record per molti match di primo grado (302), avendo sorpassato il conteggio di 301 match di Luke Ricketson nella terza giornata della fase finale nel 2014. L'ex capitano Craig Fitzgibbon detiene il record della squadra per segnare più punti, contando 1.376 nei suoi 210 match giocati. Fitzgibbon batté tutti i record di punti segati di tutti i tempi per un avanti nelle ultime giornate 2006. Il conteggio dei 45 punti di Dave Brown (cinque mete e 15 calci piazzati) in un singolo match contro il Canterbury nel 1935 rimane un record di campionato dopo più di sette decenni. Ivan Cleary segnò 284 punti nel 1998, che all'epoca fu un record di punti segnati di tutti i tempi in una stagione.
Bill Mullins, padre del giocatore della squadra campione della premiership nel 2002 Brett, segnò 104 mete nella sua carriera durata 11 anni partite con l'Eastern Suburbs tra il 1968 e il 1978, il che significa che in media, egli segnò almeno una meta in ogni due match. Anthony Minichiello divenne il massimo segnatore di mete nella storia dei Roosters quando egli segnò la sua 105ª meta contro il Newcastle all'Ausgrid Stadium nel giugno 2011. 'Mini' finalmente si ritirò dopo la stagione 2014, e finì la sua carriera con 139 mete. Lui è anche il primo estremo in 70 anni a vincere la Grand Final (2013), mentre capitanava il club. Rod O'Loan segnò sette mete in un singolo match contro il Sydney University nel 1935, e le 38 mete di Dave Brown in 15 partite nello stesso anno rimangono un record di campionato.
Nel 1975 gli Eastern Suburbs Roosters stabilirono un record senza precedenti di 19 vittorie consecutive verso la loro undicesima premiership. In un match del 1935 contro il Canterbury, Dave Brown segnò 45 punti, il punteggio e margine di vittoria più alto per il club (il punteggio 87–7 equivale al 106–8 sotto il sistema punti contemporaneo). Il margine di vittorie è il secondo più grande in assoluto, dietro alla vittoria del St. George di 91–6 contro il Canterbury una settimana prima.
Il record di presenze pubblico del club per una partita di stagione regolare all suo stadio di casa —il Sydney Football Stadium— che vanta 40.864 spettatori, raggiunto in un match nell'ANZAC Day contro i St George Illawarra Dragons nel 2017. La grand final del 2000 tra i Sydney Roosters e i Brisbane Broncos attrasse 94.277 spettatori all'Olympic Stadium.

## Squadre

### Squadra del secolo
Nel 2000 i Sydney Roosters nominarono la loro "Squadra del secolo", che incluse giocatori dal 1908 al 2000. La squadra ufficiale è elencata in basso insieme al loro numero di presenze per i Sydney Roosters.

### I Centurioni
Nel 2007 i Sydney Roosters annunciarono "I Centurioni", una squadra che consiste di coloro che sono considerati come i più grandi giocatori ad aver giocato 100 o più partite tra il 1908 e il 2007. La squadra venne scelta da Ray Chesterton, Ian Heads, David Middleton e Alan Clarkson e venne rilasciata nella stagione del centenario al Michael Algeri Pavilion il 10 marzo 2007.

## Palmarès
- 12 New South Wales Rugby League, Australian Rugby League e National Rugby League: 1911, 1912, 1913, 1923, 1935, 1936, 1937, 1940, 1945, 1974, 1975, 2002
- 14 volte finalista in queste competizioni: 1908, 1919, 1921, 1928, 1931, 1934, 1938, 1941, 1960, 1972, 1980, 2000, 2003, 2004
- 2 World Club Challenge: 1976, 2003
- 16 campionati minori delle New South Wales Rugby League, Australian Rugby League e National Rugby League: 1912, 1913, 1923, 1931, 1934, 1935, 1936, 1937, 1940, 1941, 1945, 1974, 1975, 1980, 1981, 2004
- 12 New South Wales Rugby League Club Championship: 1930, 1931, 1934, 1935, 1936, 1937, 1945, 1970, 1974, 1975, 2004, 2006
- 3 City Cup: 1914, 1915, 1916
- 4 titoli di preseason: 1974, 1977, 1979, 1981
- 2 Amco Cup: 1975, 1978
- 1 Foundation Cup: 2007
- 1 Sevens: 1993
- 9 First Division, Premier League: 1908, 1909, 1910, 1911, 1935, 1937, 1949, 1986, 2004
- 14 Jersey Flegg: 1914, 1917, 1924, 1929, 1930, 1931, 1932, 1941, 1947, 1970, 1976, 1993, 2002, 2004
- 15 Presidents Cup: 1910, 1911, 1913, 1920, 1922, 1923, 1924, 1927, 1938, 1948, 1949, 1955, 1978, 1987, 1993
- 1 S. G. Ball Cup: 1997

## Squadra NRL Women's
Nel dicembre 2017, i St. George Illawarra Dragons espressero il loro interesse nel richiedere una licenza per partecipare nella stagione inaugurale della NRL Women's. Il marzo 2018, ai Roosters venne conferita una delle quattro licenze per la stagione inaugurale del campionato, che inizia il settembre dello stesso anno. Daniel Lacey allenerà la squadra.